# Dólar surinamés
El dólar surinamés (en neerlandés: dollar) es la moneda de curso legal de Surinam. Entró en circulación el 1 de enero de 2004 sustituyendo al florín de Surinam, estableciéndose billetes de valores nominales de 5, 10, 20, 50 y 100 dólares, El dólar de Surinam normalmente se abrevia con el signo de dólar $ o, alternativamente, Sr$ para distinguirlo de otras monedas denominadas en dólares.

## Historia
El dólar reemplazó al florín surinamés el 1 de enero de 2004 por un dólar equivalente a 1000 florines. Inicialmente, solo estaban disponibles las monedas, y los billetes se retrasaron hasta mediados de febrero, según se informa debido a un problema en la impresora, la Canadian Bank Note Company.
Se declaró que las monedas antiguas denominadas en centavos (es decir, 1⁄100 florín) valían su valor nominal en los centavos nuevos, lo que anula la necesidad de producir monedas nuevas. Así, por ejemplo, una vieja moneda de 25 centavos, que antes valía 1⁄4 de florín, ahora valía 1⁄4 de dólar (equivalente a 250 florines). El reajuste de monedas no se aplicó explícitamente a las monedas conmemorativas.
La enmienda 121 de ISO 4217 dio a la moneda el código SRD que reemplaza al florín de Surinam (SRG).
La gente de Surinam a menudo se refiere a su moneda como SRD para diferenciarla del dólar estadounidense, que también se utiliza para cotizar precios de productos electrónicos, muebles y electrodomésticos para el hogar y automóviles.
A diferencia de la mayoría de monedas en el continente americano. esta moneda no fluctúa libremente de acuerdo al valor del mercado, su valor es fijado por el banco central. 
Cotización histórica del dollar con respecto al dólar USD desde 2005.
| Año                                | Tipo de cambio |
| ---------------------------------- | -------------- |
| Enero de 2005 - enero de 2011      | 2.70           |
| Enero de 2011 - noviembre de 2015  | 3.25           |
| Noviembre de 2015 - abril de 2016  | 4              |
| Abril de 2016 - septiembre de 2020 | 7.38           |
| Septiembre de 2020 - junio de 2021 | 14.15          |
| Junio de 2021 - actualidad         | 21             |

## Monedas
| Denominación | Vuelve a circular desde | Metal  | Forma    | Diámetro | Borde    | Diseño en el anverso          | Diseño en el reverso |
| ------------ | ----------------------- | ------ | -------- | -------- | -------- | ----------------------------- | -------------------- |
| 1 Cent       | 2004                    | Cobre  | Circular |          | Liso     | Valor facial y año de emisión | Escudo nacional      |
| 5 Cents      | 2004                    | Cobre  | Cuadrada |          | Liso     | Valor facial y año de emisión | Escudo nacional      |
| 10 Cents     | 2004                    | Níquel | Circular |          | Estriado | Valor facial y año de emisión | Escudo nacional      |
| 25 Cents     | 2004                    | Níquel | Circular |          | Estriado | Valor facial y año de emisión | Escudo nacional      |
| 100 Cents    | 2004                    | Níquel | Circular |          | Estriado | Valor facial y año de emisión | Escudo nacional      |
| 250 Cents    | 2004                    | Níquel | Circular |          | Estriado | Valor facial y año de emisión | Escudo nacional      |

## Billetes
| Denominación | Dimensiones | Color predominante | Anverso                                                        | Reverso                                                     |
| ------------ | ----------- | ------------------ | -------------------------------------------------------------- | ----------------------------------------------------------- |
| 5 Dólares    | 140 x 70 mm | Naranja            | Parlamento Nacional, nenúfar (Nymphaea missouri)               | Palma de coco (Cocos nucifera), Gran Río Sula               |
| 10 Dólares   | 140 x 70 mm | Verde              | Parlamento Nacional, Jengibre de colmena (Zingiber spectabile) | Lapacho amarillo (tabebuia serratifolia), Río Surinam       |
| 20 Dólares   | 140 x 70 mm | Azul               | Parlamento Nacional, Flor de la pasión (Passiflora edulis)     | Mangle rojo (rhizophora mangle), Voltzberg                  |
| 50 Dólares   | 140 x 70 mm | Gris               | Parlamento Nacional, Flor de buganvilla                        | Ceiba (ceiba pentandra), Roca KasiKasima                    |
| 100 Dólares  | 140 x 70 mm | Marrón             | Parlamento Nacional, Flor de Heliconia humilis                 | Bloodwood (pterocarpus officinalis), Río Marowijne (Maroni) |
| 200 Dólares  | 140 x 70 mm | Verde              | Parlamento Nacional, semmilas de Hura crepitans                | Bote de pesca con redes                                     |
| 500 Dólares  | 140 x 70 mm | Morado             | Parlamento Nacional, Fruta de la palma de moriche              | Cosechadora en cosecha agrícola                             |

- Krause, Chester L. and Clifford Mishler (2008). Standard Catalog of World Coins: (1901–2008). Krause Publications. ISBN 9780896897137.
- Pick, Albert (2009). Standard Catalog of World Paper Money, Modern Issues, 1961-Presente. Colin R. Bruce II and Neil Shafer (editors). Krause Publications. ISBN 0-87341-207-9.